# Кан Гван Бэ
Кан Гван Бэ (кор. 강광배, 29 июля 1973, Инчхон) — корейский саночник, скелетонист и бобслеист, выступавший за сборную Южной Кореи с 1995 года по 2010-й. Участник четырёх зимних Олимпийских игр, неоднократный победитель национального первенства. Долгое время оставался главным и единственным южнокорейским бобслеистом-пилотом.

## Биография
Кан Гван Бэ родился 29 июля 1973 года в городе Инчхон. Увлекался спортом ещё в детстве, в 1995 году решил попробовать себя в санном спорте, вскоре прошёл отбор в национальную сборную и стал принимать участие в крупнейших международных стартах. Благодаря череде удачных выступлений удостоился права защищать честь страны на зимних Олимпийских играх 1998 года в Нагано, соревновался в зачёте одноместных саней, однако после всех заездов занял лишь тридцать первое место. Из-за высокой конкуренции спортсмен со временем стал склоняться к скелетону и бобслею, так, на Олимпиаду 2002 года в Солт-Лейк-Сити поехал уже как скелетонист — в итоге закрыл двадцатку сильнейших. В следующем олимпийском цикле одновременно выступал сразу в двух дисциплинах, например, в сезоне 2004/05 съездил на чемпионат мира в канадском Калгари, где участвовал в скелетонной программе, при этом как пилот бобслейного экипажа регулярно попадал на различные этапы Кубка мира.
Набрав достаточное количество рейтинговых очков, прошёл квалификацию на Олимпийские игры 2006 года в Турин, после всех попыток занял в зачёте скелетонистов двадцать третью строку. Далее наступила полоса неудач, спортсмен пробивался в основном только на второстепенные менее значимые турниры вроде Кубков Америки и Европы, хотя иногда показывал там весьма достойные результаты, к примеру, в декабре 2009 года на этапе американского кубка в Калгари боролся за попадание на призовые места, однако оказался впоследствии только на седьмом месте. Последним крупным турниром в его биографии стала Олимпиада 2010 года в Ванкувере, где на церемонии открытия он нёс знамя Южной Кореи и в программе четырёхместных бобслейных экипажей расположился на девятнадцатой позиции — это лучшее его олимпийское достижение.
В следующем после Игр сезоне Кан Гван Бэ ещё вышел несколько раз на лёд в нескольких заездах Кубка мира, но, не сумев составить конкуренцию другим бобслеистам, принял решение завершить карьеру. После завершения карьеры профессионального спортсмена занимал различные административные должности в корейских спортивных структурах, в частности, с успехом возглавлял кампанию по выдвижению города Пхёнчхан в качестве места проведения Олимпийских игр 2018 года.